# Russ Ballard
Russ Ballard (ur. 31 października 1945 w Waltham Cross) – brytyjski muzyk, wokalista, kompozytor.

## Życiorys
Urodził się w Waltham Cross w hrabstwie Hertfordshire. Był członkiem zespołów The Roulettes, Unit 4 + 2 oraz Argent, w którym pełnił funkcję wokalisty. Dla zespołu Argent napisał m.in. utwór „God Gave Rock and Roll to You”. Po odejściu z Argent skoncentrował się na karierę solowej oraz na pisaniu piosenek. Jest autorem między innymi takich utworów, jak „Liar” (Three Dog Night), „So You Win Again” (Hot Chocolate), „I Know There’s Something Going On” (Frida), „Since You Been Gone”, „I Surrender” (Rainbow), „You Can Do Magic” (America). Jedynym jego solowym utworem notowanym na liście Hot 100 był „On the Rebound” (numer 58 w 1980 roku).

## Dyskografia
- Russ Ballard (1974)
- Winning (1976)
- At the Third Stroke (1978)
- Barnet Dogs (1979)
- Into the Fire (1980)
- Russ Ballard (1984)
- The Fire Still Burns (1985)
- The Seer (1993)
- Book of Love (2006)
- It’s Good to Be Here (2020)